# Salvador Ruso Pacheco
Salvador Ruso Pacheco (Torrevella, 20 de juliol de 1952) és un metge i polític valencià, diputat a les Corts Valencianes e la II Legislatura, i autor de la polèmica novel·la L' assessor (Torrevella, 2021)

## Biografia
Llicenciat en medicina, s'especialitzà en pneumologia, cardiologia i al·lèrgia. Ha treballat com a professor no numerari de les Facultats de Medicina de la Universitat de València i de la Universitat de Múrcia. Ha estat becari del Consell Superior d'Investigacions Científiques i ha treballat a l'INSALUD.
El 1985 va ingressar al Centro Democrático y Social, del que en fou dirigent local al Baix Segura, candidat al Congrés dels Diputats a les eleccions generals espanyoles de 1986 i, finalment, diputat a les eleccions a les Corts Valencianes de 1987. Fou president del grup parlamentari del CDS i membre del seu comitè federal.
A les eleccions de 1991 no va revalidar el seu escó i va tornar a la plaça d´especialista en pneumologia. El 1998 va ser nomenat director de l'Hospital de Sant Joan d'Alacant, i posteriorment, del d'Elx. Alhora, va crear la societat Gerencia Sanitaria, que fou acusada de vendre proves diagnòstiques irregularment a l'Hospital Verge de l'Arrixaca en 2003, tot i que havien estat adjudicades per concurs a una altra empresa.No obstant això quedo demostrada la seva inocència en aquest procés, i en abril de 2007 els dos gerents de l'Hospital foren condemnats pel Tribunal de Comptes a reintegrar a les arques públiques més de 20.000 euros.